# 陳兆文
陳兆文（1851年—1909年），字蓀石，湖南桂陽直隸州人，清朝政治人物。

## 生平
光緒元年（1875年）乙亥恩科湖南鄉試舉人，二年（1876年）丙子恩科二甲第二十二名進士。選翰林院庶吉士，三年（1877年）散館授編修，充國史館協修官、武英殿纂修官、功臣館纂修官，十五年（1889年）任甘肅鄉試正考官，二十年（1894年）任右春坊右庶子，二十一年（1895年）任左春坊左庶子，二十四年（1898年）任奉天府府丞，兼奉天學政，二十八年（1902年）任太常寺卿，二十九年（1903年）任浙江學政，三十一年（1905年）任都察院左副都御史，宣統元年（1909年）卒。

## 家族
- 父：陳士，山東巡撫
- 弟：陳兆葵，光緒十二年（1886年）丙戌科進士
- 弟：陳兆璇，民國三年任北洋政府國史館主事，專司會計事宜（時任國史館長為王闓運）[5]